# Hela Hammi
Hela Hammi, née le 25 novembre 1964 à Tunis, est une femme politique tunisienne, membre de l'assemblée constituante élue le 23 octobre 2011, pour y représenter le parti islamiste Ennahdha dans la circonscription de Ben Arous, puis reconduite dans l'Assemblée des représentants du peuple.
Au sein de la constituante, elle est vice-présidente de la commission chargée de la gestion générale du contrôle de l’exécution du budget.